# Csohány Kálmán
Csohány Kálmán (Pásztó, 1925. január 31. – Budapest, 1980. április 2.) kétszeres Munkácsy-díjas magyar grafikusművész, Érdemes művész.

## Élete
Salgótarjánban érettségizett. A második világháborút a csíki havasokban fakitermelőként élte át, 1945–46-ban Pásztón vasúti pályamunkásként dolgozott, 1946–47-ben Nagybátonyban volt szénbányász. 1947–1952 között a budapesti Képzőművészeti Főiskolán tanult, Koffán Károly, Hincz Gyula, Ék Sándor és Konecsni György irányításával. A magyar művészek érdekeit képviselve vett részt a művészeti közéletben, alelnöke volt a Magyar Képzőművészek és Iparművészek Szövetségének, 1975-től haláláig a budapesti Képzőművészeti Szakközépiskolában tanított. Alkotó munkájának gyakran volt terepe a mártélyi, a hajdúböszörményi és a miskolci művésztelep. Budapesten halt meg, kívánságára szülővárosában, Pásztón helyezték örök nyugalomra.
Életéről és művészetéről 2010-ben Shah Timor készített filmet Elhagyott szárnyak címmel.

## Munkássága
Az 1960-as évek grafikus nemzedékének egyik meghatározó egyénisége volt. Rézkarcain, tusrajzain és litográfiáin a népi szimbolika érzelem-gazdag, balladai tömörségű egyéni hangvétellel jelenik meg. Az erőteljes, ugyanakkor szűkszavú grafikai vonalvezetés komor, fájdalmas látomásait közvetítik. Visszatérő motívumai: madarak, fák, szárnyas angyalok, kapuk. Könyvillusztrátori tevékenysége is jelentős, a magyar- és a világirodalom remekműveihez készített illusztrációkat (köztük Tamási Áron, Tersánszky Józsi Jenő, József Attila, Áprily Lajos, Kassák Lajos, Illyés Gyula, Déry Tibor művei). Festett síkkerámia terveit Hódmezővásárhelyen égette ki. 1952 óta a magyarországi és külföldi tárlatok és a hazai és nemzetközi grafikai biennálék rendszeres kiállító művésze volt. Gazdag életművének egy részét szülőhelyén őrzik, 2001. december 14-én nyitották meg Pásztón a Csohány Kálmán Galériát, amely a művész alkotásainak állandó kiállítását tartalmazza. Számos műve különböző múzeumokban és magángyűjteményekben van. Csohány életművének beható elemzése Supka Magdolna művészettörténész munkáját dicséri.

## Kiállításai (válogatás)
- Velencei Biennálé (1964)
- Miskolci Grafikai Biennálé (1967)
- Dürer-teremben, Budapesten (1972)
- Dózsa kiállítás, (MNG) (1972)
- Kiállításai Budapesten (1965), (1973), (1978)
- Kölesd 1980
- Emlékkiállítás Miskolcon, majd Debrecenben (1980)
- Emlékkiállítás Budapesten a Vigadó Galériában, majd az olaszországi Alfonsinében (1981)
- Emlékkiállítás a Magyar Nemzeti Galériában (1982)
- Emlékkiállítás a hatvani Moldvay Győző Galériában (2009. február 14. – március 20.)
- Emlékkiállítások - Pásztón  (Csohány Kálmán Galéria: állandó és időszaki tárlatok formájában)
- Emlékkiállítás: 2010:  Salgótarján: Nógrád Megyei Önkormányzat, Nógrádi Történeti Múzeum; Győr: Városi Művészeti Múzeum

## Képgrafikái (válogatás)
- Bezárt kapuk (1964)
- A Katona (1965)
- A Fekete bárány (1965)
- Őszi fények (1967)
- Szorongás (1973)
- Tojásszedő (1973)
- Nyári zápor (1975)
- Falum eltűnt figurái (1975)
- Ketten (1975)
- Cigánydalok-sorozat (1977)

## Köztéri művei (válogatás)
- Falikép (1959) (mázas kerámia (Fót, Gyermekváros Egészségházának váróterme)
- Dekoratív falikép (1960) (mázas kerámia, Budapest, a Metropol Hotel gyorsétterme)
- Falikép (1960-61 (majolika, Szeged, Szegedi Tudományegyetem, Szemészeti Klinika előcsarnoka)
- Falikép (1961) (majolika, Deszk, Csont TBC Intézet kórtermei)
- Falikép (1962) (majolika, Kelebia, Határátkelő, fogadóterem)
- Falikép (1962) (kerámia, Budapest, a Chinoin Gyár óvodája)
- Falikép (1962) (mázas kerámia, Szekszárd, kórházi étterem)
- Falikép (1963) (mázas kerámia, Salgótarján, a Karancs Hotel bárja, a szálloda átalakítása miatt áthelyezésre került Pásztóra - a Mikszáth Kálmán Gimnáziumba)
- Dekoratív falburkolat (1965) (festett csempe, Sopron, Fenyves Hotel, részlete 1981-ben áthelyezve az Erdészeti Szakközépiskola Kollégiumába)
- Dekoratív kompozíció (1967) (kerámia, Ajka, Művelődési Ház)
- Falikép (1969), (kerámia, Pásztó, Áruház, lebontva)
- Falikép (1970) (mázas kerámia, Diósgyőr, volt Kohászati Üzemek irodaháza)

## Társasági tagság
- Fiatal Képzőművészek Stúdiója Egyesület
- MKISZ
- Magyar Népköztársaság Művészeti Alapja (MNMA)

## Díjai (válogatás)
- Derkovits-ösztöndíj (1958-1961)
- Munkácsy Mihály-díj (1964), (1967)
- Miskolci Grafikai Biennálé nagydíja (1967)
- Tornyai-plakett (1970)
- Dürer kiállítás nagydíja (1971)
- Dózsa kiállítás I. díja (1972)
- Érdemes művész (1974)